# Polyscias repanda
Polyscias repanda är en araliaväxtart som först beskrevs av Dc., och fick sitt nu gällande namn av John Gilbert Baker. Polyscias repanda ingår i släktet Polyscias och familjen araliaväxter. Inga underarter finns listade.